# Мимун, Ален
Ален Мимун (фр. Alain Mimoun), полное имя — Али Мимун Ульд Каша (фр. Ali Mimoun Ould Kacha; 1 января 1921, Telagh, Французский Алжир — 27 июня 2013, Сен-Манде, Валь-де-Марн) — французский спортсмен, чемпион в марафоне на Летних Олимпийских играх 1956 года в Мельбурне.

## Биография

### Юность
Старший из семи детей в семье скромных фермеров. Мать Халима готовила его к карьере преподавателя. Он получил Сертификат начального образования (с отметками «хорошо»), но ему отказывают в стипендии. Затем, когда ему ещё нет 19 лет, он вступает в армию в начале Второй мировой войны и отправляется на бельгийскую границу. После поражения Франции он остается в Бурк-ан-Бресе, где приступает к тренировкам на стадионе. Там его заметил президент местного легкоатлетического клуба, месье Вилар. Мимун участвует в чемпионате департамента Эн и побеждает на 1500 метров.
После перевода в город Алжир, он, уже инженер 19 полка, вступил в полковую кроссовую команду. И сражается — против Африканского корпуса в Тунисской кампании (ноябрь 1942— май 1943) под командованием генерала Жиро.
К июлю 1943 года капрал Мимун 83 инженерного батальона третьей пехотной Алжирской дивизии французского экспедиционного корпуса участвовал в итальянской кампании под командованием маршала Жюэна. Серьёзно ранен в ногу осколком во время битвы под Монте-Кассино 28 января 1944 года, но удалось избежать ампутации левой ноги благодаря американским врачам и уходу во французском госпитале Неаполя.Он участвует в высадке в Прованс (15 августа 1944 года). Его батальон получил за эту операцию Военный крест 1939—1945 годов. После войны он стал официантом в Расинг де Франс в Круа-Катлан.

### До 1956
Мимун явно доминирует в беге на длинные дистанциин во Франции с 1947 и забирает в этом году свои первые титулы чемпиона Франции на 5000 и 10 000 метров. Он также встречается с чехом Эмилем Затопеком, с которым вскоре подружился во время международного матча в Праге 16 августа 1947. Соперничество Затопек — Мимун чаще всего заканчивается в пользу «чешского локомотива», на вершине его формы (1948—1952). Мимун должен довольствоваться тремя серебряными олимпийскими медалями в этот период: 10 000 метров на Олимпийских играх в Лондоне в 1948 и 10 000 и 5000 на Играх в Хельсинки в 1952 годах, каждый раз за Затопеком. То же и на чемпионате Европы в 1950 году, где он занял второе место позади Затопека на 5000 и 10 000 метров.
После национальных титулов, выигранных в 1947 году, Мимун накапливает много других: на 5000 метров в 1949, 1951—1956 (рекорд), 10 000 метров в 1947, 1949—1956, на чемпионате Франции по кроссу в 1950—1952, 1954, 1956.
В 1949 году он выиграл национальный кросс в Мезидоне (Кальвадос), Эту победу он повторил в 1959 году, опередив Абдесселама Ради.
Он был избран чемпионом чемпионов французской газетой Экип в 1949 году.
На Средиземноморских играх в 1951 и 1955 годах он выигрывал 5000 и 10 000 метров.

### Олимпийский марафон 1956
Несмотря на это обширный послужной список, французская пресса не допускала мысли, что Мимун способен конкурировать с чехом Эмилем Затопеком за победу в олимпийском марафоне в 1956 году. Но пресса не знала, что Затопеку месяцем раньше была сделана операция на грыже и Мимун после окончательной, более чем 30 км тренировки по трассе марафона, был на пике формы.
Мимун не обещал победу своему тренеру. «Вы знаете, я ничего не обещаю. Я сделаю все возможное, чтобы просто пройти весь путь». Но он был очень чувствительным к «знакам» судьбы. Он был убежден, что победит. Знаки, на которые часто указывают после марафона, были многочисленными в глазах французских болельщиков. Он носил номер 13. Забег начался в 15 часов 13 минут. За день до марафона он узнал из телеграммы, что является отцом маленькой девочки. Её имя — Олимпия. Победа Мимуна 1956 года вернула французам Олимпийское золото марафона, которые они уже выигрывали в 1928 и 1900 (1928 + 28 = 1956).
1 декабря 1956, после фальстарта, (единственный в своём случай роде на олимпийском марафоне), сорок пять конкурентов, представляющих двадцать три страны, в жару (36° С в тени) стартовали на 42,195 км. Группа из тринадцати бегунов после пятнадцати километров, сократилась до пяти после двадцатого. Американец Джон Келли похлопывает Мимуна по спине, приглашая его следовать за ним. Мимун и Келли поняли друг друга, и два бегуна побежали вместе. Через несколько минут интенсивных усилий Келли, Мимун берёт лидерство на себя и оставляет Келли. Он один впереди, хотя ещё не пройдена и половина дистанции. Один момент Мимун думал подпустить своих преследователей, и, наконец, решил бежать в своём темпе, наслаждаясь бегом, чтобы оценить состояние противников. Он встретил их после поворота и отметил, что Келли стоит. Когда он встречает двоих русских, то делает дружеский жест… Измученные, они не в силах ответить. Затем встречает Затопека, у которого нет обычного шага. Мимун понимает, что Затопеку не выиграть этот марафон.
Последняя четверть была трудна для Мимуна. Ему надо заставлять себя продолжать бег. Его шаг все короче. Он спросил за 12 километров до финиша, где его преследователи, но не получил информацию. Все тяжело ему, даже платок, защищающий голову от солнца. Он сбросил его и был взбодрен, когда заметил молодую девушку, поспешившую забрать реликвию. Австралийские толпы кричат: «Very good! Very good!» («Очень хорошо! Очень хорошо!»). Но ничего не говорят об отставании преследователей. Когда он увидел мачту Олимпийского стадиона, более чем в трёх милях от финиша, он ускорился. Мимун вбегает на Олимпийский стадион в 17 часов 37 минут под крики 100 000 зрителей и становится олимпийским чемпионом в марафоне.
Прибыв на место, Мимун устремляется к своему другу Затопеку. «Ты меня не поздравишь, Эмиль?». Шестой на финише и полностью исчерпанный, Затопек думает, что победил Михалич. Его лицо просияло, когда Мимун сообщил ему новость. Он снял шапку и поздравил победителя — «Аллен, я рад за вас». И они обнялись. Это был последний раз, когда они бежали в одном соревновании.
В Орли Мимуна приветствует как героя большая толпа. Уже быв чемпионом чемпионов французской газеты L'Equipe в 1949, он вновь избран ею в декабре 1956.

### После 1956
Мимун продолжал доминировать, выиграв французское первенство на 10 000 метров в 1957, 1958 и 1959 годах, и кросс в 1959 году.
Несмотря на свой возраст, он попробовал защитить свой титул в Риме в 1960, и имеет в общей сложности 86 выступлений за сборную Франции (рекорд не улучшен).
В 1966 году, в 45 лет, он выиграл свой последний национальный титул в марафоне, после 1958, 1959, 1960, 1964 и 1965 (национальный рекорд, ранее Фернан Колбек, 5). Всего в его активе будет 32 национальных титула и 20 рекордов Франции.
В возрасте 81 года он всегда пробегал десять миль в день. Он даже смог присутствовать 25 сентября 2002 года в Аржантёйе (департамент Валь-д’Уаз) на открытии 50-го стадиона, носящего его имя.

## Результаты
| Год  | Соревнования                           | Город         | Дата           | Дистанция | Результат  | Место |
| ---- | -------------------------------------- | ------------- | -------------- | --------- | ---------- | ----- |
| 1947 | Матч Франция—Чехословакия              | Прага         | 16 августа     | 5000 м    | 15.12,8    | 2     |
| 1947 | Матч Франция—Великобритания            | Коломб        | 7 сентября     | 5000 м    | 14.47,4    | 3     |
| 1947 | Матч Франция—Финляндия                 | Хельсинки     | 14 сентября    | 5000 м    | 14.54      | 4     |
| 1948 | Летние Олимпийские игры                | Лондон        | 30 июля        | 10 000 м  | 30.47,4    | II    |
| 1948 | Матч Франция—Чехословакия              | Коломб        | 5 сентября     | 5000 м    | 15.09,2    | 2     |
| 1949 | Кросс наций                            | Дублин        | 28 марта       | 9 миль    | 47.50      | I     |
| 1949 | Матч Франция—Бельгия                   | Нанси         | 17 июля        | 5000 м    | 14.36,4    | 2     |
| 1949 | Матч Франция—Великобритания            | Лондон        | 1 августа      | 3 мили    | 14.09      | 1     |
| 1949 | Матч Франция—Финляндия                 | Хельсинки     | 17—18 сентября | 5000 м    | 14.26      | 2     |
| 1949 | Матч Франция—Финляндия                 | Хельсинки     | 17—18 сентября | 10 000 м  | 30.25,4    | 1     |
| 1949 | Матч Франция—Норвегия                  | Осло          | 20—21 сентября | 10 000 м  | 29.53 NR   | I     |
| 1949 | Матч Франция—Швеция                    | Коломб        | 1—2 октября    | 5000 м    | 14.40,8    | I     |
| 1949 | Матч Франция—Швеция                    | Коломб        | 1—2 октября    | 10 000 м  | 30.43,2    | I     |
| 1950 | Кросс наций                            | Брюссель      | 25 марта       | 9 миль    | 45.50      | II    |
| 1950 | Матч Милан—Париж                       | Милан         | 24 июня        | 5000 м    | 15.17,8    | I     |
| 1950 | Чемпионат Европы                       | Брюссель      | 26 августа     | 5000 м    | 14.26,0    | II    |
| 1950 | Чемпионат Европы                       | Брюссель      | 23 августа     | 10 000 м  | 30.21,0    | II    |
| 1950 | Матч Франция—Великобритания            | Коломб        | 9—10 сентября  | 5000 м    | 14.35,8    | I     |
| 1950 | Матч Франция—Швеция                    | Стокгольм     | 16—17 сентября | 5000 м    | 14.29,2    | I     |
| 1950 | Матч Франция—Швеция                    | Стокгольм     | 16—17 сентября | 10 000 м  | 30.25,6    | I     |
| 1950 | Матч Франция—Финляндия                 | Коломб        | 30 сентября    | 5000 м    | 14.57,4    | I     |
| 1951 | Матч Франция—Бельгия                   | Брюссель      | 24 июня        | 5000 м    | 14.24,6    | I     |
| 1951 | Международный Гран-при                 | Коломб        | 8 июля         | 5000 м    | 14.47,2    | I     |
| 1951 | Матч Франция—Великобритания            | Лондон        | 4—6 августа    | 3 мили    | 14.11,4    | I     |
| 1951 | Матч Франция—Швеция                    | Коломб        | 1—2 сентября   | 10 000 м  | 30.18,2    | I     |
| 1951 | Матч Франция—Финляндия                 | Хельсинки     | 15—16 сентября | 5000 м    | 14.25,8    | I     |
| 1951 | Средиземноморские игры                 | Александрия   | 9 октября      | 5000 м    | 14.38,3    | I     |
| 1951 | Средиземноморские игры                 | Александрия   | 8 октября      | 10 000 м  | 31.07,9    | I     |
| 1952 | Кросс наций                            | Гамильтон     | 22 марта       | 9 миль    | 48.19      | I     |
| 1952 | Матч Франция—Бельгия                   | Брюссель      | 5 июля         | 10 000 м  | 30.30,4    | I     |
| 1952 | Летние Олимпийские игры                | Хельсинки     | 24 июля        | 5000 м    | 14.07,4 NR | II    |
| 1952 | Летние Олимпийские игры                | Хельсинки     | 20 июля        | 10 000 м  | 29.32,8 NR | II    |
| 1952 | Матч Франция—Великобритания            | Коломб        | 23—24 августа  | 10 000 м  | 30.10,4    | I     |
| 1952 | Матч Франция—Швеция                    | Стокгольм     | 3—4 сентября   | 10 000 м  | 29.29,4 NR | I     |
| 1952 | Матч Франция—Финляндия                 | Коломб        | 13—14 сентября | 5000 м    | 14.29,0    | III   |
| 1952 | Матч Франция—Финляндия                 | Коломб        | 13—14 сентября | 10 000 м  | 29.49,2    | I     |
| 1953 | Матч Франция—Бельгия                   | Брюссель      | 28 июня        | 10 000 м  | 30.53,2    | I     |
| 1953 | Матч Франция—Великобритания            | Лондон        | 2—3 августа    | 6 миль    | 28.37,6 NR | I     |
| 1953 | Матч Финляндия—Франция                 | Хельсинки     | 5—6 сентября   | 5000 м    | 14.28,4    | I     |
| 1953 | Матч Финляндия—Франция                 | Хельсинки     | 5—6 сентября   | 10 000 м  | 29.51,0    | II    |
| 1953 | Матч Франция—Швеция                    | Коломб        | 19—20 сентября | 5000 м    | 14.29,2    | I     |
| 1953 | Матч Франция—Швеция                    | Коломб        | 19—20 сентября | 10 000 м  | 30.12,8    | I     |
| 1954 | Кросс наций                            | Бирмингем     | 27 марта       | 9 миль    | 47.51      | I     |
| 1954 | Матч Франция—Швеция                    | Гётеборг      | 13—14 июля     | 10 000 м  | 30.12,8    | I     |
| 1955 | Средиземноморские игры                 | Барселона     | 22 июля        | 5000 м    | 14.27,6 CR | I     |
| 1955 | Средиземноморские игры                 | Барселона     | 24 июля        | 10 000 м  | 30.23,6 CR | I     |
| 1955 | Матч Франция—Швейцария                 | Шампаньоль    | 14 августа     | 5000 м    | 14.31,6    | I     |
| 1955 | Матч Франция—Румыния                   | Бухарест      | 21—22 августа  | 5000 м    | 14.39      | I     |
| 1955 | Матч Франция—Чехословакия              | Прага         | 24—25 августа  | 10 000 м  | 30.09,4    | I     |
| 1955 | Матч Франция—Великобритания            | Бордо         | 3—4 сентября   | 10 000 м  | 30.14,6    | I     |
| 1955 | Матч Германия—Франция                  | Ганновер      | 17—18 сентября | 10 000 м  | 29.51,2    | I     |
| 1955 | Матч Франция—Финляндия, Франция—Польша | Коломб        | 1—2 октября    | 10 000 м  | 29.49      | I     |
| 1956 | Кросс наций                            | Белфаст       | 17 марта       | 9 миль    | 47.18      | I     |
| 1956 | Матч Нидерланды—Франция                | Гаага         | 16 июня        | 5000 м    | 14.52      | III   |
| 1956 | Матч Финляндия—Франция                 | Хельсинки     | 1 июля         | 10 000 м  | 31.32,8    | I     |
| 1956 | Матч Франция—Германия, Франция—Румыния | Коломб        | 1—2 сентября   | 10 000 м  | 29.46      | II    |
| 1956 | Матч Польша—Франция                    | Варшава       | 8—9 сентября   | 10 000 м  | 29.13,4 NR | II    |
| 1956 | Матч Италия—Франция                    | Флоренция     | 13—14 октября  | 10 000 м  | 30.21      | I     |
| 1956 | Летние Олимпийские игры                | Мельбурн      | 23 ноября      | 10 000 м  | 30.18,0    | 12    |
| 1956 | Летние Олимпийские игры                | Мельбурн      | 1 декабря      | марафон   | 2:25.00    | I     |
| 1957 | Матч Франция—Бельгия—Швейцария         | Лимож         | 20—21 июля     | 10 000 м  | 30.40      | I     |
| 1957 | Матч Великобритания—Франция            | Лондон        | 3—5 августа    | 6 миль    | 29.22,2    | I     |
| 1957 | Матч Франция—Финляндия—Норвегия        | Коломб        | 21—22 сентября | 10 000 м  | 30.18,6    | 5     |
| 1957 | Матч Германия—Франция                  | Дуйсбург      | 5—6 октября    | 10 000 м  | 29.53,2    | I     |
| 1958 | Кросс наций                            | Кардифф       | 22 марта       | 9 миль    | 46.30      | II    |
| 1958 | Матч Норвегия—Франция                  | Осло          | 10—11 июля     | 10 000 м  | 29.58,2    | II    |
| 1958 | Матч Франция—Бельгия                   | Брюссель      | 29 июня        | 10 000 м  | 30.28,8    | III   |
| 1958 | Матч Финляндия—Франция                 | Хельсинки     | 15—16 июля     | 5000 м    | 14.35,8    | III   |
| 1958 | Чемпионат Европы                       | Стокгольм     | 19 августа     | 10 000 м  | 29.30,6    | 7     |
| 1959 | Кросс наций                            | Лиссабон      | 21 марта       | 9 миль    | 43.15,4    | 6     |
| 1959 | Матч шести наций                       | Дуйсбург      | 18—19 июля     | 10 000 м  | 30.32,6    | II    |
| 1959 | Матч Норвегия—Франция                  | Осло          | 6—7 августа    | 10 000 м  | 30.24,8    | I     |
| 1959 | Матч Франция—Югославия                 | Белград       |                | 10 000 м  | 30.27,8    | I     |
| 1959 | Матч Греция—Франция                    | Афины         |                | 10 000 м  | 30.45      | II    |
| 1959 | Матч Франция—Швеция                    | Коломб        | 26—27 сентября | 10 000 м  | 30.40,8    | I     |
| 1960 | Кросс наций                            | Глазго        | 26 марта       | 9 миль    | 45.22      | 18    |
| 1960 | Летние Олимпийские игры                | Рим           | 10 сентября    | марафон   | 2:31.20,0  | 34    |
| 1960 | Матч Франция—Финляндия                 | Коломб        | 24—25 сентября | 10 000 м  | 30.28,8    | II    |
| 1960 | Матч Франция—Италия                    | Милан         | 8—9 октября    | 5000 м    | 14.45,8    | 4     |
| 1960 | Матч Франция—Италия                    | Милан         | 8—9 октября    | 10 000 м  | 30.18,8    | 5     |
| 1961 | Кросс наций                            | Нант          | 26 марта       | 8,9 миль  | 47.46      | 24    |
| 1961 | Матч Франция—Португалия                | Тулуза        | 17—18 июня     | 10 000 м  | 32.07      | I     |
| 1961 | Матч Франция—Нидерланды                | Доль          | 6 августа      | 10 000 м  | 31.09      | II    |
| 1961 | Матч Франция—Австрия                   | Клагенфурт    | 9—10 сентября  | 10 000 м  | 31.03,2    | II    |
| 1962 | Кросс наций                            | Шеффилд       | 24 марта       | 7,5 миль  | 45.52      | 26    |
| 1962 | Матч Франция—Португалия                | Лиссабон      |                | 10 000 м  | 31.32,2    | I     |
| 1962 | Матч Франция—Швейцария                 | Тонон-ле-Бен  | 25—26 августа  | 10 000 м  | 30.49,8    | I     |
| 1962 | Матч Франция—Нидерланды                | Берген-оп-Зом | 2 сентября     | 10 000 м  | 31.19,4    | II    |
| 1963 | Матч Франция—Швейцария                 | Берн          | 17 августа     | 10 000 м  | 30.53,2    | II    |
| 1964 | Кросс наций                            | Дублин        | 21 марта       | 7,3 мили  | 41.40      | 18    |
| 1964 | Матч Франция—Португалия                | Лиссабон      | 18—19 июля     | 10 000 м  | 31.14,6    | II    |
| 1964 | Матч Франция—Австрия                   | Тонон-ле-Бен  | 22—23 августа  | 10 000 м  | 30.50      | I     |
| 1964 | Матч Бенилюкс—Франция                  | Брюссель      | 29—30 августа  | 10 000 м  | 30.53,6    | 4     |
| 1965 | Матч Франция—Бенилюкс                  | Париж         | 10—11 июля     | 10 000 м  | 30.48,8    | III   |
| 1966 | Матч Португалия—Франция                | Лиссабон      | 9—10 июля      | 10 000 м  | 32.13,8    | I     |

- Чемпион Северной Африки по кроссу 1942 года

| Год  | Город                      | Дата           | Дистанция              | Результат | Место |
| ---- | -------------------------- | -------------- | ---------------------- | --------- | ----- |
| 1946 | Коломб                     | 20—21 июля     | 10 00 метров           | 32.05,7   | II    |
| 1947 | Коломб                     | 2—3 августа    | 5000 метров            | 15.04,0   | I     |
| 1947 | Коломб                     | 1 сентября     | 10 000 метров          | 31.21     | I     |
| 1948 | Коломб                     | 10—11 июля     | 5000 метров            | 14.39,8   | II    |
| 1948 | Коломб                     | 10—11 июля     | 10 000 метров          | 31.06,6   | III   |
| 1949 | Коломб                     | 9—10 июля      | 5000 метров            | 14.40,8   | I     |
| 1949 | Коломб                     | 9—10 июля      | 10 000 метров          | 31.28,2   | I     |
| 1949 | Сен-Клу                    | 6 марта        | кросс                  | 40.23,4   | III   |
| 1950 | Париж                      | 22—23 июля     | 10 000 метров          | 31.09,4   | I     |
| 1950 | Венсенский лес             | 5 марта        | кросс                  | 40.24⅗    | I     |
| 1951 | Париж                      | 21—22 июля     | 5000 метров            | 14.41,6   | I     |
| 1951 | Париж                      | 21—22 июля     | 10 000 метров          | 30.01,04  | I     |
| 1951 | Венсенский лес             | 11 марта       | кросс                  | 40.16     | I     |
| 1952 | Коломб                     | 28—29 июня     | 5000 метров            | 14.30,0   | I     |
| 1952 | Коломб                     | 28—29 июня     | 10 000 метров          | 30.54,8   | I     |
| 1952 | Венсенский лес             | 2 марта        | кросс                  | 40.25,2   | I     |
| 1953 | Коломб                     | 18—19 июля     | 5000 метров            | 14.39,6   | I     |
| 1953 | Коломб                     | 18—19 июля     | 10 000 метров          | 30.25,4   | I     |
| 1954 | Коломб                     | 7—8 августа    | 5000 метров            | 14.31,6   | I     |
| 1954 | Коломб                     | 7—8 августа    | 10 000 метров          | 30.25,4   | I     |
| 1954 | Венсенский лес             | 14 марта       | кросс                  | 39.43,6   | I     |
| 1955 | Коломб                     | 6—7 августа    | 5000 метров            | 14.37,0   | I     |
| 1955 | Коломб                     | 6—7 августа    | 10 000 метров          | 30.27,0   | I     |
| 1955 | Кан                        | 6 марта        | кросс                  | 44.57     | 7     |
| 1956 | Коломб                     | 4—5 августа    | 5000 метров            | 14.35,0   | I     |
| 1956 | Коломб                     | 4—5 августа    | 10 000 метров          | 30.22,0   | I     |
| 1956 | Ипподром Petit Port (Нант) | 4 марта        | кросс                  | 39.27     | I     |
| 1957 | Коломб                     | 14—15 сентября | 5000 метров            | 14.47,2   | III   |
| 1957 | Коломб                     | 14—15 сентября | 10 000 метров          | 30.27,4   | I     |
| 1958 | Коломб                     | 26—27 июля     | 10 000 метров          | 30.17,2   | I     |
| 1958 | Коломб                     | 20 июля        | марафон (43,3—43,7 км) | 2:25.29   | I     |
| 1958 | ипподром дю Трамбле        | 9 марта        | кросс                  | 40.42     | II    |
| 1959 | Коломб                     | 25—26 июля     | 10 000 метров          | 31.02,2   | I     |
| 1959 | Коломб                     | 13 сентября    | марафон (41,7 км)      | 2:23.41   | I     |
| 1959 | ипподром дю Трамбле        | 1 марта        | кросс                  | 39.27,4   | I     |
| 1960 | Коломб                     | 23—24 июля     | 10 000 метров          | 30.38,2   | 4     |
| 1960 | Коломб                     | 7 августа      | марафон (42,645 км)    | 2:31.55   | I     |
| 1961 | Коломб                     | 22—23 июля     | 5000 метров            | 14.54,4   | 6     |
| 1961 | Париж                      | 29—30 июля     | 10 000 метров          | 30.39,2   | 4     |
| 1962 | Коломб                     | 28—29 июля     | 5000 метров            | 14.37,8   | 8     |
| 1962 | Париж                      | 4—5 августа    | 10 000 метров          | 30.18,4   | 4     |
| 1963 | Авранш                     | 4 августа      | 10 000 метров          | 30.39,8   | II    |
| 1963 | ипподром дю Трамбле        | 3 марта        | кросс                  | 37.42     | 25    |
| 1963 | Фонтенбло                  | 15 сентября    | марафон                | 2:33.18   | II    |
| 1964 | Камбре                     | 2 августа      | 10 000 метров          | 29.57,4   | II    |
| 1964 | Монлюсон                   | 8 марта        | кросс                  | 35.46     | 8     |
| 1964 | Фонтенбло                  | 6 сентября     | марафон                | 2:28.55   | I     |
| 1965 | Коломб                     | 24—25 июля     | 5000 метров            | 14.50,2   | 18    |
| 1965 | Экс-ан-Прованс             | 7 марта        | кросс                  | 34.35     | 16    |
| 1965 | Фонтенбло                  | 5 сентября     | марафон                | 2:30.19   | I     |
| 1966 | Фонтенбло                  | 26 июня        | марафон                | 2:25.41   | I     |

- Чемпион Франции по марафону в 1958—1960 и 1964—1966 (рекордное количество побед — шесть)

### Рекорды
В 1956 году он держал одновременно двенадцать рекордов Франции на 2 мили, 3 мили, 5000 м, 4 мили, 5 миль, 6 миль, 10 000 м, 10 миль, 15 000 м, 20 км и в получасовом и часовом беге.
В 2012 году он все ещё рекордсмен Франции среди ветеранов:
- 5000 м (50 лет) 15.31, с 1971;
- 10 000 м (45 лет) 30.16,8, с 1966, и (50 лет) 32.14, с 1972;
- 20 000 м (40 и 45 лет) 1:03.34, с 1966;
- Часовой бег (45 лет) 18,862, с 1966, и (50 лет) 18,575, с 1971.

## Награды
- Рыцарь Ордена «За заслуги» (Франция)
- Командор Ордена Спортивных заслуг.

Алена Мимуна наградили Орденом Почётного легиона четыре президента:
1. Кавалер ордена Почётного легиона (1956) — Рене Коти, после его подвига в Мельбурне (лауреат Премии Анри Дёйч-де-ла Мёрт[фр.] Академии спорта[фр.] в том же году, за спортивные достижения, могущие привести к материальному, научному или моральному прогрессу человечества);
2. Офицер ордена Почётного легиона (1972) — Жорж Помпиду (за военные заслуги пятьсот первого танкового полка[фр.], во дворе Дома инвалидов);
3. Командор Почётного легиона (1999) — Жак Ширак;
4. Великий офицер Почётного легиона (2007) — Николя Саркози[8].

## Разное
- Ален Мимун всегда был большим поклонником Шарля де Голль, считая его представителем справедливой и демократической республики.
- Символ галльский петух в течение многих лет представлял французскую нацию, он присутствует на майках спортсменов в международных соревнованиях. В 1997 году CNOSF[фр.] решил удалить эту эмблему с официального логотипа. Многие выступили против этого решения; Мимун был их представитель.
- В 1950—1960 годах ему было предложено поощрять молодых спортсменов на соревнованиях. Его друзья бросают ему: Иди, Мимун!.
- После победы в 1956 году он сказал: «Я сравниваю мою карьеру с замком: серебряная медаль в Лондоне — это фундамент; две медали в Хельсинки, это стены, золотая медаль Мельбурна, это крыша.»
- Ален Мимун возвел музей в честь истории Франции в павильоне Шампиньи-сюр-Марн (департамент Валь-де-Марн)[9].
- Ален Мимун был набожным католиком, олимпийский чемпион построил часовню на кладбище Бюго в Коррезе, для своего последнего упокоения.